# Erika Ishii
Erika Ishii es una persona dedicada a la actuación de voz y a la presentación estadounidense. Se le conoce más como la voz de personajes de videojuegos como Valkyrie en Apex Legends, y por sus apariciones en series web de juegos reales, LA by Night y Dimension 20.

## Carrera
El trabajo de Ishii en la actuación comenzó a una edad temprana, con una aparición especial en Full House.
En una entrevista con Bungie, Ishii declaró que jugar The Last of Us (2013) le inspiró a dedicarse al doblaje en videojuegos. Desde finales de la década de 2010, Ishii interpretó papeles de voz en numerosos videojuegos y finalmente contribuiría con su trabajo de voz en The Last of Us Part II en 2020. Al principio de su carrera, a Ishii le aconsejaron que ocultara su sexualidad y sus opiniones políticas para evitar perder su trabajo. Más tarde se abrió más sobre su orientación e identidad. Ishii indicó que hacerlo fue un paso positivo, ya que les permitió ser parte de una comunidad y asumir roles relevantes. "La industria está empezando a reconocer el valor de la autenticidad y la inclusión. Hace que el arte sea mejor y es lo que la mayoría del mundo quiere ver". Ishii habló positivamente sobre su papel como la lesbiana japonesa mixta Valkyrie en Apex Legends, afirmando que "Nada de eso fue simbólico... Ella es uno de los personajes más reales que he tenido el honor de interpretar".
Ishii se dedicó a la presentación y producción en Geek &amp; Sundry. Ishii ha obtenido reconocimiento por sus papeles en programas web de juegos de rol reales como LA by Night y Dimension 20. En enero de 2023, se anunció que Ishii, junto con Brennan Lee Mulligan, Aabria Iyengar y Lou Wilson, protagonizarían el podcast de obras independientes Worlds Beyond Number; el programa se estrenó en marzo de 2023.
Ishii narró el audiolibro Walk Among Us, "un trío de novelas cortas de terror en audio ambientadas en el mundo de oscuridad de Vampire: The Masquerade". Ishii también ha sido anfitrión de otros eventos como los Crunchyroll Anime Awards de 2018 y la exhibición Acceleration Japan de 2021. En septiembre de 2021, Ishii destacó como artista en la versión acústica de la canción "Can You Feel My Love" del grupo musical Juniper Vale.
En 2024, Ishii será estrella invitada en la producción teatral de Dungeons &amp; Dragons: The Twenty-Sided Tavern, que combina obra real, improvisación y teatro inmersivo en el Stage 42 de la ciudad de Nueva York.
En 2025 será el personaje principal Atsu en Ghost of Yotei, la secuela de Ghost of Tsushima.

## Vida personal
Ishii se identifica abiertamente como queer, bisexual o pansexual sin preferencia entre etiquetas y de género fluido.  Se ha expresado abiertamente en contra de la transfobia y ha recaudado fondos para organizaciones benéficas que apoyan a las personas LGBT, como The Trevor Project.

## Filmografía

### Cine
| Año  | Título                                           | Rol(es)                                                           | Notas                | Fuente        |
| ---- | ------------------------------------------------ | ----------------------------------------------------------------- | -------------------- | ------------- |
| 2018 | Mobile Suit Gundam Narrative                     | Michelle Luio                                                     | Voz                  | [ 25 ] [ 27 ] |
| 2021 | And Then                                         | Maná                                                              | Cortometraje         | [ 25 ] [ 28 ] |
| 2023 | Dragonflu                                        | Miyoko                                                            | Voz, cortometraje    |               |
| 2024 | Liga de la Justicia: Crisis en Tierras Infinitas | Kimiyo Hoshi / Doctora Luz, Helena Wayne / Cazadora de Tierra-Dos | Voz; directo a video | [ 29 ]        |

### Televisión
| Año     | Título                         | Rol(es) de voz                     | Notas                                                                      | Fuente |
| ------- | ------------------------------ | ---------------------------------- | -------------------------------------------------------------------------- | ------ |
| 2021–22 | Young Justice                  | Niña, Mary Bromfield / Mary Marvel | Temporada 4                                                                | [ 30 ] |
| 2022    | The Mighty Ones                | Lindsay                            | 10 episodios                                                               |        |
| 2022    | Oddballs                       | Jenna / Liv                        |                                                                            |        |
| 2023    | Strange Planet                 |                                    | Episodio: "Adolescent Limbshake" (Adolescente sacudiendo las extremidades) |        |
| 2024    | Chica Luna y Dinosaurio Diablo | Michiko Musashi / Turbo            | Episodio: "Asuntos familiares"                                             | [ 31 ] |
| 2024    | Zombies: La serie reanimada    | Apenas                             | Episodio: "Jóvenes y dragones"                                             |        |

### Videojuegos
| Año  | Título                              | Rol(es)                         | Notas                                | Ref.          |
| ---- | ----------------------------------- | ------------------------------- | ------------------------------------ | ------------- |
| 2017 | Crypt of the NecroDancer: Amplified |                                 |                                      | [ 25 ]        |
| 2017 | Master X Master                     | six characters                  |                                      | [ 25 ]        |
| 2017 | Dream Daddy: A Dad Dating Simulator | Amanda                          |                                      | [ 25 ]        |
| 2017 | Battlestar Galactica: Deadlock      |                                 |                                      | [ 25 ]        |
| 2017 | Fire Emblem Heroes                  | Loki                            |                                      | [ 32 ]        |
| 2018 | Sprint Vector                       | Kai                             |                                      | [ 25 ]        |
| 2018 | Monster Prom                        | Valerie                         |                                      | [ 25 ]        |
| 2018 | Shining Resonance Refrain           | Beatrice                        | Versión en inglés                    | [ 25 ]        |
| 2018 | Maple Story 2                       | Voces adicionales               | Versión en inglés                    | [ 25 ]        |
| 2018 | Fallout 76                          | Cindy Holloway, Chelsea         |                                      | [ 25 ]        |
| 2019 | Vacation Simulator                  | Vacation Bot                    |                                      | [ 25 ]        |
| 2019 | Shenmue III                         | Voces adicionales               |                                      | [ 25 ] [ 33 ] |
| 2019 | Shantae and the Seven Sirens        | Zapple                          |                                      | [ 25 ] [ 32 ] |
| 2019 | River City Girls                    | Martha                          |                                      | [ 34 ]        |
| 2019 | Daemon X Machina                    | Rigid                           |                                      | [ 32 ]        |
| 2019 | Code Vein                           | Female player character voice 1 |                                      | [ 35 ]        |
| 2020 | Final Fantasy VII Remake            | Voces adicionales               |                                      | [ 25 ] [ 33 ] |
| 2020 | The Last of Us Part II              | Voces adicionales               |                                      | [ 25 ] [ 33 ] |
| 2020 | Rogue Company                       | Ronin                           |                                      | [ 25 ]        |
| 2020 | Marvel's Avengers                   | Maddy Cho, AIM PA               |                                      | [ 33 ]        |
| 2020 | Destiny 2                           | Ana Bray, Kridis                | Añadido en una actualización de 2020 | [ 4 ] [ 2 ]   |
| 2020 | Fortnite                            | Radio DJ, Ghost Pistol, Mari    |                                      | [ 25 ] [ 2 ]  |
| 2020 | World of Warcraft: Shadowlands      | Domina Venomblade               |                                      | [ 25 ] [ 36 ] |
| 2020 | Call of Duty: Black Ops Cold War    | Kaori "Kitsune" Tanaka          |                                      | [ 37 ]        |
| 2020 | Cyberpunk 2077                      | Ruth Dzeng, Voces adicionales   |                                      | [ 33 ]        |
| 2021 | Cookie Run: Kingdom                 | Angel Cookie                    |                                      | [ 32 ]        |
| 2021 | The Big Con                         | Ali                             |                                      |               |
| 2021 | Apex Legends                        | Valkyrie                        | Añadido en una actualización de 2021 | [ 25 ] [ 38 ] |
| 2021 | Deathloop                           | Dr. Wenjie Evans                |                                      | [ 39 ]        |
| 2021 | Halo Infinite                       | LUMU/Teardrop                   |                                      |               |
| 2022 | Rune Factory 5                      | Misasagi                        | Versión en inglés                    | [ 32 ]        |
| 2022 | Guild Wars 2: End of Dragons        | Yu Joon                         |                                      |               |
| 2023 | Crash Team Rumble                   | Catbat                          |                                      | [ 40 ]        |
| 2023 | Stray Gods: The Roleplaying Musical | Hermes                          |                                      | [ 41 ]        |
| 2023 | Call of Duty: Modern Warfare III    | Capitana Amy Fang               | Modo Zombies                         |               |
| 2024 | Dragon Age: The Veilguard           | Rook                            |                                      | [ 42 ]        |
| 2024 | Mortal Kombat 1                     | Sektor                          | Expansión "Khaos Reigns"             | [ 43 ]        |
| 2025 | Ghost of Yōtei                      | Atsu                            |                                      |               |

### Series web
| Año          | Título                                        | Rol(es)                    | Notas                                                                                            | Ref.                 |
| ------------ | --------------------------------------------- | -------------------------- | ------------------------------------------------------------------------------------------------ | -------------------- |
| 2015         | Extra Life D&D with Saving Throw Show         | Penelope Lightfoot         | Un liveplay benéfico producido por Saving Throw Show.                                            | [ 44 ]               |
| 2016         | Natural 20                                    | Garmungus                  | Serie web RPG producida por Transplant Films                                                     | [ 45 ] [ 46 ]        |
| 2016–2019    | Game Engine                                   | Presentadora               | Serie web sobre videojuegos producida por Geek & Sundry                                          | [ 47 ]               |
| 2017         | Sagas of Sundry: Madness                      | Selina Tsukiyama           | Miembro del reparto; serie web RPG limitada producida por Geek & Sundry                          | [ 48 ]               |
| 2017         | Starcade Marathon                             | Presentadora               | Especial web producido por Geek & Sundry                                                         | [ 49 ]               |
| 2017         | Vast                                          | Kraya Yikjaal Gorumon      | Serie web RPG producida por Geek & Sundry; Episodio: «The Great Experiment - Part 1 & 2»         | [ 50 ]               |
| 2017–2018    | ForeverVerse                                  |                            | Serie web RPG producida por Geek & Sundry                                                        | [ 51 ] [ 52 ] [ 53 ] |
| 2018         | A Magic Moment with Joseph Gordon-Levitt      | Presentadora               | Especial web producido por Geek & Sundry                                                         | [ 54 ] [ 55 ] [ 56 ] |
| 2018         | The Neon Noir                                 | Shirley Kent               | Audio drama podcast creado por Jack Delaney                                                      | [ 45 ] [ 57 ]        |
| 2018–2021    | L.A. by Night                                 | Annabelle                  | Miembro del reparto; serie web RPG basada en Vampire: The Masquerade                             | [ 9 ]                |
| 2019         | Dimension 20: Escape from the Bloodkeep       | Lilith                     | Miembro del reparto; serie web RPG limitada basada en Dungeons & Dragons                         | [ 58 ]               |
| 2019         | Into Carnival Row                             | Moonshadow Foxglove        | Miembro del reparto; serie web RPG limitada de Nerdist basada en Carnival Row                    | [ 59 ] [ 60 ]        |
| 2019         | Call of Cthulhu: Shadow of the Crystal Palace | Hanako Hayashi             | Especial web RPG producido por Critical Role Productions basado en Call of Cthulhu               | [ 61 ] [ 62 ]        |
| 2019         | Pub Draw                                      | Ella misma                 | Serie web producida por Critical Role Productions; Episodio: «Dibujando a Hana con Erika Ishii»  | [ 63 ]               |
| 2020         | Cinderbrush: A Monsterhearts Story            | Sasha Murasaki             | Especial web RPG producido por Critical Role Productions basado en Monsterhearts                 | [ 64 ]               |
| 2020         | The Calyx                                     | Winter Solstice            | Serie web RPG producida por Good Time Society; Episodio: «Saturnine Chalice - Part 1 & 2»        | [ 65 ]               |
| 2021         | Dimension 20: Misfits and Magic               | Dream (Karen Keiko Tanaka) | Miembro del reparto; serie web RPG limitada basada en el sistema de juego de rol Kids on Brooms. | [ 66 ]               |
| 2021         | Dimension 20: The Seven                       | Danielle Barkstock         | Miembro del reparto; serie web RPG limitada basada en Dungeons & Dragons                         | [ 67 ]               |
| 2021         | The Auction with Becca Scott                  |                            | Especial web RPG producido por Good Time Society basado en Call of Cthulhu                       | [ 68 ]               |
| 2021         | Battle for Beyond                             | Leila                      | Miembro del reparto; serie web RPG limitada de D&D Beyond basada en Dungeons & Dragons           | [ 69 ] [ 70 ]        |
| 2022         | Critical Role (campaign 3)                    | Yu Suffiad                 | Serie web RPG producida por Critical Role Productions; 6 episodios                               | [ 71 ]               |
| 2022         | Dimension 20: Coffin Run                      | May Wong                   | Miembro del reparto; Serie web RPG limitada basada en Dungeons & Dragons                         | [ 67 ]               |
| 2022         | The Adventure Zone: Dust                      | Louise “Lulu” Kagiyama     | Serie web RP producida por The McElroy Family, solo temporada 2.                                 | [ 72 ]               |
| 2022—present | Game Changer                                  | Ella misma                 | Comedy game show producido por Dropout; 5 episodios                                              | [ 73 ] [ 74 ]        |
| 2022—present | Dirty Laundry                                 | Ella misma                 | Comedy game show producido por Dropout; 2 episodios                                              |                      |
| 2022—present | Make Some Noise                               | Ella misma                 | Episodio: «The Wicked Switch of the West»                                                        |                      |
| 2023         | Worlds Beyond Number                          | Ame                        | Miembro del reparto; podcast de obras de teatro de autor                                         | [ 12 ] [ 13 ]        |
| 2023         | Dimension 20: Burrow's End                    | Ava                        | Miembro del reparto; 10 episodios                                                                | [ 75 ] [ 76 ]        |

### Teatro
| Año  | Título                                      | Rol | Evento   | Ref.   |
| ---- | ------------------------------------------- | --- | -------- | ------ |
| 2024 | Dungeons & Dragons: The Twenty-Sided Tavern | —   | Etapa 42 | [ 22 ] |